# Městská plynárna v Hradci Králové
Městská plynárna v Hradci Králové byla zařízením na výrobu plynu, založeným městem Hradcem Králové v roce 1869. Jednalo se o jednu z nejstarších obecních plynáren u nás. Tento provoz však byl ukončen v roce 1917. Nová plynárna byla postavena a otevřena až v nedalekých Kuklenách v roce 1928. Ta fungovala až do roku 1964, kdy kvůli napojení na větev vysokotlakých plynovodů plynárny v Záluží a zahájené postupné plynofikaci města byla výroba v ní definitivně ukončena.

## Historie

### První plynárna
První úvahy o zřízení plynárny v Hradci Králové, která by měla sloužit pro osvětlení města, se objevují v zachovalých písemných dokladech v roce 1863, kdy byl 22. srpna ustaven výbor, který měl posoudit a předložit návrh na zavedení městského osvětlení. Po úspěšném dovršení všech jednání následoval 23. května 1869 slavnostní okamžik - poklepání na základní kámen plynárny s nápisem „Budiž světlo“ a její stavba na dnešní Komenského třídě probíhala opravdu rychle, neboť již v říjnu 1869 byla v provozu.
O odbyt plynu se staralo obecní zastupitelstvo. Plyn byl zaveden do obecních domů, do divadla a do nemocnice a jeho obliba rostla, proto byl v roce 1891 postaven druhý plynojem. V roce 1904 prošla plynárna celkovou rekonstrukcí a dočkala se i výkonnějších pecí. Ročně tak vyráběla asi 150 000 m³ ročně, v roce 1912 186 000 m³. Díky konkurenci nově postavených hydroelektráren odběratelů začalo ubývat, rozvodné zařízení s denní kapacitou 1 500 m³ dvojplynu chátralo, a tak byl roku 1917 provoz plynárny ukončen, což znamenalo, že město bylo několik let bez plynu.

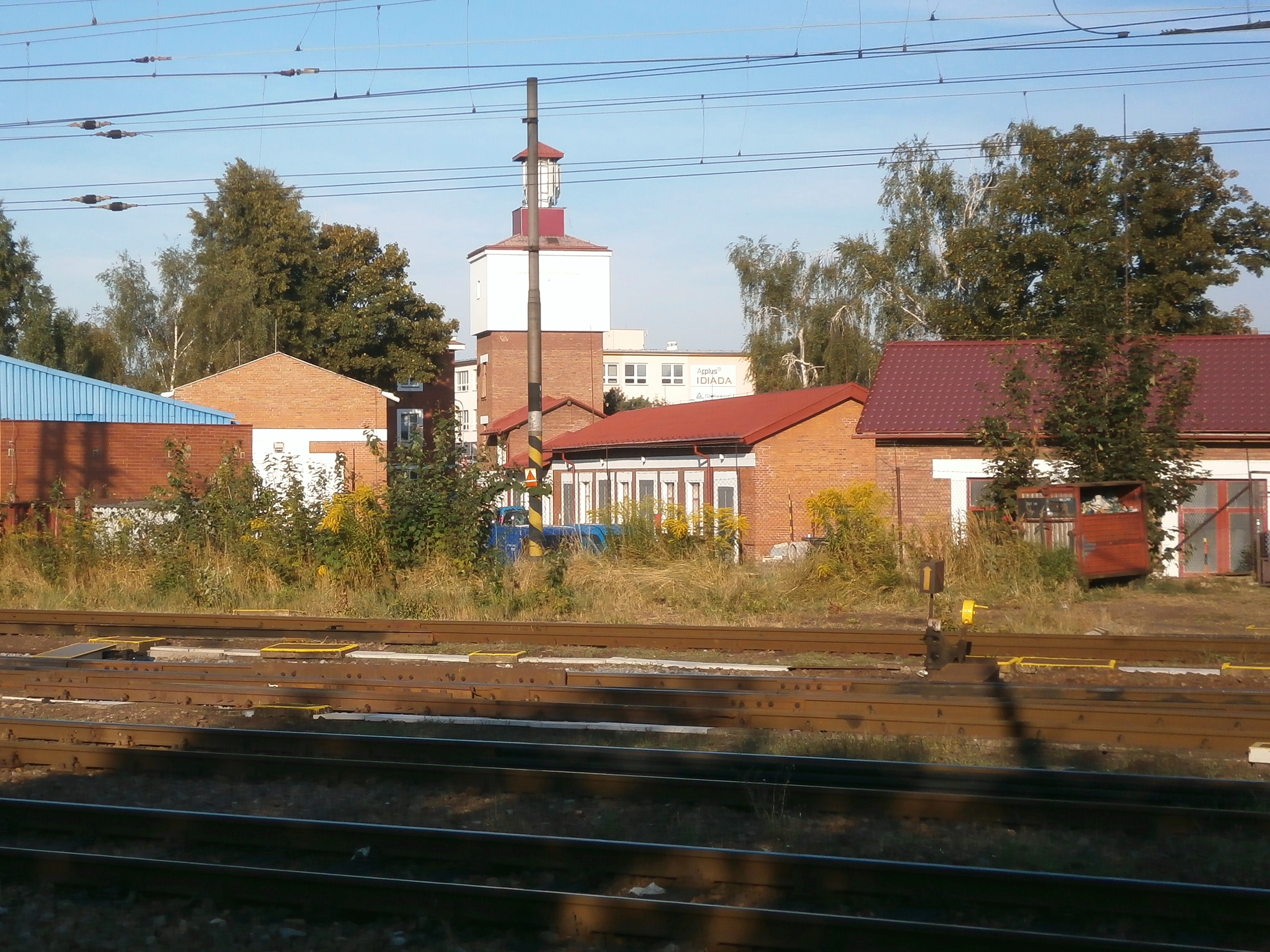
Dnešní vzhled areálu bývalé plynárny

### Druhá plynárna
Již roku 1922 bylo městskou radou uvažováno o vybudování nové plynárny. Tehdy bylo vyžádáno dobrozdání od ředitele Vaigla z Plzně a ing. Dolenského, dlouholetých pracovníků v plynárenství. Po podrobném prozkoumání zprávy vrchním technickým radou ing. Ervínem Nápravníkem bylo rozhodnuto, že se má v Hradci Králové postavit plynárna na tzv. dvojplyn (směs vodního a karbonizačního plynu vyráběná cyklicky zplyňováním uhlí), neboť jeho výroba byla lacinější. Toto stanovisko bylo také schváleno městskými zastupiteli 30. listopadu 1925. Stavba byla zadána Škodovým závodům, které se také zavázaly k odběru většiny vyrobeného plynu.
Druhá městská plynárna v řadě vznikla tentokrát až na území Kuklen na pozemku Škodových závodů, které též plynárnu vybavily generátory dvojplynu vlastní konstrukce. Stavba byla schválena 12. května 1927 a počítalo se s nákladem kolem 10 milionů Kč. Na stavební práce městské plynárny v Hradci Králové došly 4 právoplatné nabídky. Novým doplněním a částečným rozšířením stavebního plánu náklad vzrostl celkem na 12 711 000 Kč. Po městě bylo postupně kladeno plynové potrubí. 27. června 1928 plynárna zahájila zkušební provoz v systému dvojplynu, tehdy jako jediná plynárna v Evropě, a vedle toho se postupně instalovaly domovní přípojky. 1. srpna 1928 plynárna byla uvedena do nepřetržitého provozu. 21. března téhož roku bylo navíc vyhlášeno veřejné ofertní řízení pro místní stavitele na stavbu obytného domu pro zaměstnance plynárny, na kterou si město vypůjčilo 334 000 Kč.
Dle usnesení správní rady městských Elektrických podniků, vodárny a plynárny z 23. července 1928 byl plyn dodáván do konce září bezplatně, ovšem při náhradě nájemného z plynoměru, případně za vypůjčené vařiče. V dubnu a květnu 1929 městská plynárna ve snaze rozšířit používání plynu v domácnostech uspořádala řadu přednášek a ukázek vaření, pečení a smažení plynem v předváděcí síni Elektrických podniků u muzea, a to každé pondělí, úterý a středu v 17.30 hod. Přednášela slečna Kovářová a ing. Kühnel z Prahy, přičemž do konce května návštěvnost přesáhla 300 osob. 6. prosince 1929 na schůzi správní rady plynárny za předsednictví prof. Loudy podal ředitel E. Nápravník zprávu o vývoji plynárny a nástin výroby plynu. Bylo zjištěno 632 zákazníků s odběrem asi 500 000 m³ a vedle toho Škodovy závody, které odebíraly podobné množství. 18. prosince téhož roku bylo zkoumáno technické zařízení plynárny, výhřevnost plynu a spotřeba paliva za účasti inženýrů ze Škodových závodů, zástupců správní rady plynárny a ředitele ing. Nápravníka. Výsledek zkoušek byl relativně příznivý. Kvůli úbytku odběratelů a nadbytku i nižší výhřevnosti vyrobeného plynu bylo nutno přejít na jinou technologii výroby plynu.
Roku 1936 byla schválena rekonstrukce plynárny. 13. dubna 1937 začala pracovat karbonizační pec, která byla postavena podle projektů Škodových závodů. Odběratelů plynu přibývalo, a tím se zvyšovala i produkce svítiplynu. V letech 1938-1947 byly dokonce zřízeny dvě kompresorové stanice pro automobily s plynným pohonem (u plynárny a ve Škroupově ulici) a jejich provoz byl zastaven po havárii jedné z nich. V roce 1941 byla ukončena stavba nového peciště, jež byla povolena usnesením obecního zastupitelstva předchozího roku, které k tomuto účelu sjednalo u Všeobecného pensijního ústavu zápůjčku 760 000 korun. Jednalo se již o třetí peciště této plynárny.
V roce 1946 se plynárna stala závodem národního podniku Východočeské plynárny v Pardubicích. Počínaje 15. listopadem 1949 bylo započato s omezováním dodávky plynu kvůli jeho nedostatku. Plyn byl tehdy zavírán mezi 8.30 hod. a 10.30 hod. a od 14.30 hod. do 17.30 hod. Věc nikterak nová, neboť se tyto kroky objevovaly již od osvobození v roce 1945, pokud nepočítáme problémy protektorátního období.
Roku 1950 byl Hradec Králové napojen na větev vysokotlakých plynovodů plynárny v Záluží, později byla zahájena postupná plynofikace města a 27. dubna 1964 byla definitivně ukončena výroba v hradecké plynárně.